# Кріуші (Козловський район)
Кріуші́ (рос. Криуши, чув. Криуш) — присілок у складі Козловського району Чувашії, Росія. Входить до складу Карамишевське сільського поселення.
Населення — 208 осіб (2010; 234 у 2002).
Національний склад:
- чуваші — 93 %